# Потсдамски дивови
Потсдамски дивови је име пруског пешадијског пука број 6. Пук је био састављен од војника виших од просека, а основан је 1675. године. На крају је распуштен 1806. године, након што су Пруси поражени од Наполеона. Током владавине пруског краља Фридриха Вилхелма I од Пруске (1688–1740), јединица је била позната као Дивовска стража Потсдама, а пруско становништво им је дало и надимак "Дуги другари".

## Историја пука
Пук је 1675. године састављен од два батаљона и постао је познат као „Пук Курпринз“ под командом принца Фридриха од Бранденбурга, каснијег краља Фридриха I од Пруске. Године 1688. пруски краљ Фридрих Вилијам I постао је номинални командант пука. Након што се Фридрих Вилијам I попео на престо 1713. године, наставио је са јачањем своје војске, што је укључивало и унајмљивање 40.000 плаћеника.Тада је већ почео да регрутује и регруте који су били виши од просека.
Како се број високих војника повећавао, пук је добио надимак „Потсдамски дивови“. Првобитна тражена висина војника била је 6 пруских стопа, односно 1,88 метара, што је било знатно изнад тадашњег просека. Сам краљ је био висок 1,60м. Фридрих је покушавао да војнике скупи на било који начин, укључујући и регрутовање из војски других земаља. Аустријски и руски владари, па чак и султан Османског царства, слали су му високе војнике како би подстакли пријатељске односе. Руски цар Петар I поклонио је неколико високих војника у замену за чувену Ћилибарску собу. Плате војника су биле високе, али нису сви дивови били задовољни, посебно они насилно регрутовани, па су покушавали да се дезертирају или се убију.
Фредерик је покушао да упари ове мушкарце са високим женама, како би узгајао "дивове". У Пореклу човека, Чарлс Дарвин помиње овај покушај као једини случај намерног селективног узгоја код људи: „Нити су одређене мушке и женске јединке намерно одабране и упарене, осим у добро познатом случају пруских гренадира; и у овом случају човек је поштовао, као што се могло очекивати, закон методичке селекције, јер се тврди да су многи високи мушкарци били одгајани у селима где су живели гренадири са својим високим женама.“ 
Иако је Пруска накратко интервенисала у Великом северном рату, Потсдамски дивови нису учествовали у борбама. 
Неки извори наводе да је постојао оправдани разлог за стварање пука „дугих момака“, јер је вишем војнику било лакше да напуни Спредњачу. Други извор наводи да су многи војници заправо били неспособни за борбу због свог гигантизма.
Краљ је свакодневно обучавао сопствени пук. Волео је да слика портрете војника по сећању. Трудио се да их покаже страним посетиоцима и угледницима како би их импресионирао. Понекад би покушавао да се орасположи наређујући им да марширају испред њега, чак и ако је био у болесничкој постељи. Ову поворку, у којој би био цео пук, предводила би њихова маскота, медвед. Једном се поверио француском амбасадору да би „најлепша девојка или жена на свету за мене била ствар равнодушности, али високи војници — они су моја слабост“.
Њихова униформа није била ни на који начин јединствена за то време, а састојала се од црвене митре, пруске плаве јакне са златним пертлама, гримизних панталона и белих гамаша.
Један од највиших војника пука, Ирац Џејмс Киркланд, наводно је био 2 метра и 17 центиметара.  Киркландов колега Ирац, песник Томас О'Касиди, такође је служио у пуку. Данијел Кајанус, чувени шведско-фински гигант, такође је био члан пука.
Када је краљ умро 1740. године, пук се састојао од 3.200 људи. Међутим, његов наследник Фридрих Велики није делио осећања свог оца према пуку, који му се чинило непотребним трошком. Пук је углавном распуштен и већина његових војника је интегрисана у друге јединице. Сам пук је деградиран у батаљон (6. гардијски Гренадирски) и учествовао је у борбама током рата за аустријско наслеђе код Хоенфридберга 1745. и код Росбаха, Лојтена, Хокирха, Лигница и Торгауа током Седмогодишњег рата. Батаљон се предао код Ерфурта и Пренцлауа након пруског пораза у бици код Јене- 1806. године, након чега је расформиран и примљен у састав 1. гардијског пука.